# オリクム
オリクム（アルバニア語: Orikum）はアルバニアのヴロラ州の街である。2015年にヴロラ基礎自治体の街になった。街名は古代の都市のオリコに由来する。2011年のアルバニアの国勢調査によると、人口は5,503人だった。12年後の人口は4,927人だった。コムーナはオリクム街、ドゥカト・フシャ、ドゥカト、トラグヤスおよびラドヒマを含む。